# Джилс (окръг, Вирджиния)
Окръг Джилс (на английски: Giles County) е окръг в щата Вирджиния, Съединени американски щати. Площта му е 932 km², а населението - 16 657 души (2000). Административен център е град Перисбърг.